# Paehlig
Paehlig is een van oorsprong Duitse familie waarvan zich een tak eind 18e eeuw in Nederland vestigde.

## Geschiedenis
De stamreeks begint met Johann Georg Pählig (1675-1743), opperhoutvester en opperjagermeester in dienst der graven Simon Henrich en Simon August zur Lippe. Zijn kleinzoon, prof. mr. Carl Christian Levin Pählig (1752-1814), werd in 1774 advocaat en in 1804 hoogleraar te Groningen en zo de stamvader van de Nederlandse tak. De familie werd in 1928 opgenomen in het genealogische naslagwerk Nederland's Patriciaat.

## Enkele telgen
Johann Georg Pählig (1675-1743), opperhoutvester en opperjagermeester in dienst der graven zur Lippe
- ds. Johann Ernst Paehlig (omstreeks 1726-1762), predikant te Almena (Lippe)
  - prof. mr. Carl Christian Levin Pählig (1752-1814), advocaat bij het Hof van Groningen en Ommelanden 1774, rechter te Slochteren 1775, secretaris van Wedde en Westerwolde 1778, hoogleraar te Groningen (1804)
    - Jacobus Paehlig (1790-1862), kapitein der infanterie
    - Johannes Herman Paehlig (1812-1879), betaalmeester, ridder in de Orde van de Nederlandse Leeuw
      - Onno Reint Paehlig (1851-?), officier van administratie bij de Koninklijke Marine, vermist op de terugreis uit West-Indië aan boord van de mailboot Willem III Bij vonnis der rechtbank te 's-Gravenhage d.d. 5 februari 1907 werd uitgesproken dat omtrent hem rechtsvermoeden van overlijden bestaat sedert 1 januari 1889.)
      - Willem Frederik Paehlig (1851-1914), eerste luitenant der mariniers
      - Rudolf Paehlig (1854-1907), kapitein der infanterie O.-I.L., secretaris Waterschap Wymbritseradeel c.a. Zeedijken
        - Clara Wibbina Paehlig (1880-1918); trouwde in 1900 met Lambertus Jacobus Veen (1863-1919), uitgever, onder andere van de werken van Louis Couperus
        - mr. Rudolf Paehlig (1886-1957), rechter te Soerabaja
          - Rudolf Paehlig (1922), Engelandvaarder, Special Operations (SOE)

      - Albert Johan Paehlig (1860-1915), luitenant-kolonel der mariniers

Geslachten die opgenomen zijn in het sinds 1910 verschijnende genealogische naslagwerk Nederland's Patriciaat. Lijst volgens opgave van het CBG Centrum voor familiegeschiedenis.
A · B · C · D · E · F · G · H · I · J · K · L · M · N · O · P · Q · R · S · T · U · V · W · Y · Z